# Лукини, Фабрис
Фабрис Лукини (фр. Fabrice Luchini, Люшини́, (имя при рождении — Робер Лукини), род. 1 ноября 1951 года в Париже) — французский киноактёр. Известен по ролям в фильмах «Возвращение Казановы», «Барни и его маленькие неприятности», «Откровенное признание», «Мольер». Обладатель премии «Сезар» за лучшую роль второго плана в фильме Клода Лелуша «Всё об этом» (1993) и Кубка Вольпи за роль в фильме «Горностай» (2015).

## Биография
Робер Лукини родился 1 ноября 1951 года в 9-м округе Парижа. Его отец, Адельмо Лукини (1910—2008) был итальянцем, уроженец Вильрю, он торговал фруктами и овощами. Мать Робера, Элен Раульак (1919—2008), родилась в Париже. В семье Лукини было еще два сына, Ален и Мишель. Родители держали овощную лавку в районе Гут-д’Ор в 18-м округе Парижа, здесь прошло детство будущего актера. Робер Лукини с большим трудом получил школьный аттестат благодаря «старому учителю, который разглядел в нем некоторые способности к диктовке и письму» и подготовил его к экзамену. Поскольку его не привлекала учеба, в 1965 году мать устроила Робера подручным в фешенебельную парикмахерскую на авеню Матиньон, которой руководил Жак Франс. Здесь Робер поменял имя на Фабрис. 
В 1965 году Адельмо Лукини разорился и стал водителем грузовика, его жене пришлось работать уборщицей.
Лукини с детства отличался непоседливостью и живостью ума. Он был влюблён во французскую литературу, читал Бальзака, Флобера и Пруста. Его творческие способности, увлечения музыкой soul и творчеством Джеймса Брауна) принесли первую роль. Он часто посещал ночные клубы, в том числе парижский Whiskey à Gogo, где на танцполе заметили владельцы клуба Пол Пачини и Бен Саймон. Они предложили Лукини аниматором филиала их ночного клуба, который планировали открыть в Ангулеме. Лукини брал уроки драматического искусства у Жана-Лорана Коше. Как актёра Лукини «открыл» Филипп Лабро. Появившись в нескольких второстепенных фильмах, тот познакомился с Эриком Ромером, который дал начинающему актеру роль в своём фильме «Колено Клер» (1970), а через несколько лет уже главную в «Персевале Валлийце» (1978). 
В 1980-х, избрав для себя карьеру в интеллектуальном кинематографе, Лукини поначалу продолжал зарабатывать парикмахером и доставщиком еды. Однако в краткий срок он стал одним из ведущих французских актёров кино и театра. В 1985 году Лукини был номинирован на премию «Сезар» за мужскую роль второго плана в фильме «Ночи полнолуния». В 1987 году снялся в ещё одной знаковой для себя картине — «Четыре приключения Ренетт и Мирабель». Ключевым фильмом в карьере Лукини, благодаря которому он стал действительно популярным, считается «Скромница» (1990) Кристиана Венсана.

## Фильмография
- 1969 — Всё может случиться / Tout peut arriver — Фабрис
- 1970 — Колено Клер / Le Genou de Claire — Венсан
- 1974 — Аморальные истории / Contes immoraux — Андрэ
- 1979 — Виолетта Нозьер / Violette Nozière — Камю
- 1979 — Персеваль Валлиец / Perceval le Gallois — Персеваль
- 1980 — Даже дети грустят / Même les mômes ont du vague à l'âme — Артур
- 1981 — Жена авиатора / La Femme de l’Aviateur — Меркиллат
- 1984 — Ночи полнолуния / Les Nuits de la pleine lune — Октав
- 1984 — Эммануэль 4 / Emmanuelle 4 — гипнотизёр
- 1984 — Не клянитесь ни в чём / Il ne faut jurer de rien — Николя
- 1985 — Макс, моя любовь / Max mon amour — Николя
- 1985 — П. Р.О. Ф.И. / P.R.O.F.S. — Мишель
- 1986 — Гостиница счастья / Hotel du paradis — Артур
- 1986 — Семейный совет / Conseil de famille — адвокат
- 1987 — Четыре приключения Ренетт и Мирабель / Quatre aventures de Reinette et Mirabelle — продавец картины
- 1987 — Уши в зубах / Les Oreilles entre les dents — Люк Фабри
- 1988 — Цвет ветра / La Couleur du vent — Серж
- 1988 — Пташка, я тебя общиплю / Alouette je te plumerai — Жак
- 1990 — Уран / Uranus — месье Журден
- 1990 — Скромница / La Discrète — Антуан
- 1992 — Совсем ничего / Riens du tout — месье Лё Пти
- 1992 — Возвращение Казановы / Le Retour de Casanova — Камиль
- 1993 — Дерево, мэр и медиатека / L’Arbre, le maire et la médiathèque — Марк Россиньоль
- 1993 — Ядовитое дело / Toxic affair — аналитик
- 1993 — Всё об этом / Tout ça… pour ça!! — Фабрис Ленорман
- 1994 — Полковник Шабер / Le Colonel Chabert — Дервий
- 1995 — Год Джульетты / L’Année Juliette — Камиль Прадер
- 1996 — Мужчина и женщина: способ применения / Hommes femmes : mode d’emploi — Фабио Лини
- 1996 — Безрассудный Бомарше / Beaumarchais, l’insolent
- 1997 — Очень чистый воздух / Un Air si pur — Магнус
- 1997 — К бою / Le Bossu — Гонзак
- 1999 — Ничего о Робере / Rien sur Robert — Дидье Темпль
- 1999 — Только не скандал / Pas de scandale — Грегуар Жанкур
- 2001 — Барни и его маленькие неприятности / Barnie et ses petites contrariétés — Барни, муж Люси
- 2003 — Цена жизни / Le Coût de la vie — Бретт
- 2004 — Откровенное признание / Confidences trop intimes — Уильям
- 2005 — Колокол прозвонил / La Cloche a sonné — Симон Аркос
- 2006 — Жан-Филипп / Jean-Philippe — Фабрис
- 2007 — Мольер / Molière — месье Жорден
- 2008 — Париж / Paris — Ролан Верней
- 2008 — Девушка из Монако / La Fille de Monaco — Бертран Бовуа
- 2008 — Высокий музей, низкий музей / Musée haut, musée bas — охранник музея Малро
- 2010 — Гости моего отца / Les Invités de mon père — Арно Помелль
- 2010 — Отчаянная домохозяйка / Potiche — Робер Пуйоль
- 2010 — Женщины с шестого этажа / Les Femmes du 6e étage — Жан-Луи Жюбер
- 2012 — Астерикс и Обеликс в Британии / Astérix chez les Bretons — Юлий Цезарь
- 2012 — В доме / Dans la maison — Germain
- 2013 — Альцест на велосипеде / Alceste à bicyclette — Серж Таннер
- 2014 — Другая Бовари / Gemma Bovery — Мартен Жубер
- 2015 — Горностай / L’Hermine — судья Мишель Раси́н
- 2016 — В тихом омуте / Ma Loute — Андре ван Петегем
- 2018 — Видок: Охотник на призраков / L'Empereur de Paris — Жозеф Фуше
- 2019 — Тайна Анри Пика / Le Mystère Henri Pick — Жан-Мишель Руш
- 2019 — Лучшее впереди / Le meilleur reste à venir — Артур Дрейфус

## Признание
- 1999 — Кавалер Ордена «За заслуги» (Франция)[6]